# Аспремон (Приморские Альпы)
Аспремо́н (фр. Aspremont) — коммуна на юго-востоке Франции в регионе Прованс — Альпы — Лазурный берег, департамент Приморские Альпы, округ Ницца, кантон Туррет-Леванс. До марта 2015 года коммуна административно входила в состав упразднённого кантона Левенс (округ Ницца).
Площадь коммуны — 9,44 км², население — 2072 человека (2006) с тенденцией к росту: 2179 человек (2012), плотность населения — 230,8 чел/км².

## История
Коммуна Аспремон была основана на холме у подножия горы Монт-Шове, в 1426 году на месте разрушенного укрепления Aspremont le Vieux.

## Население
Население коммуны в 2011 году составляло — 2195 человек, а в 2012 году — 2179 человек.
| 1962 | 1968 | 1975 | 1982 | 1990 | 1999 | 2004 | 2006 | 2009 | 2011 | 2012 |
| ---- | ---- | ---- | ---- | ---- | ---- | ---- | ---- | ---- | ---- | ---- |
| 465  | 698  | 771  | 1150 | 1496 | 1853 | 2034 | 2072 | 2173 | 2195 | 2179 |

Динамика численности населения:

## Экономика
В 2010 году из 1492 человек трудоспособного возраста (от 15 до 64 лет) 1061 были экономически активными, 431 — неактивными (показатель активности 71,1 %, в 1999 году — 71,9 %). Из 1061 активных трудоспособных жителей работали 1005 человек (537 мужчин и 468 женщин), 56 числились безработными (28 мужчин и 28 женщин). Среди 431 трудоспособных неактивных граждан 167 были учениками либо студентами, 152 — пенсионерами, а ещё 112 — были неактивны в силу других причин.
На протяжении 2010 года в коммуне числилось 814 облагаемых налогом домохозяйств, в которых проживало 2097,0 человек. При этом медиана доходов составила 25 тысяч 890 евро на одного налогоплательщика.

## Достопримечательности (фотогалерея)
- Развалины средневекового Аспремона на Монт-Сива

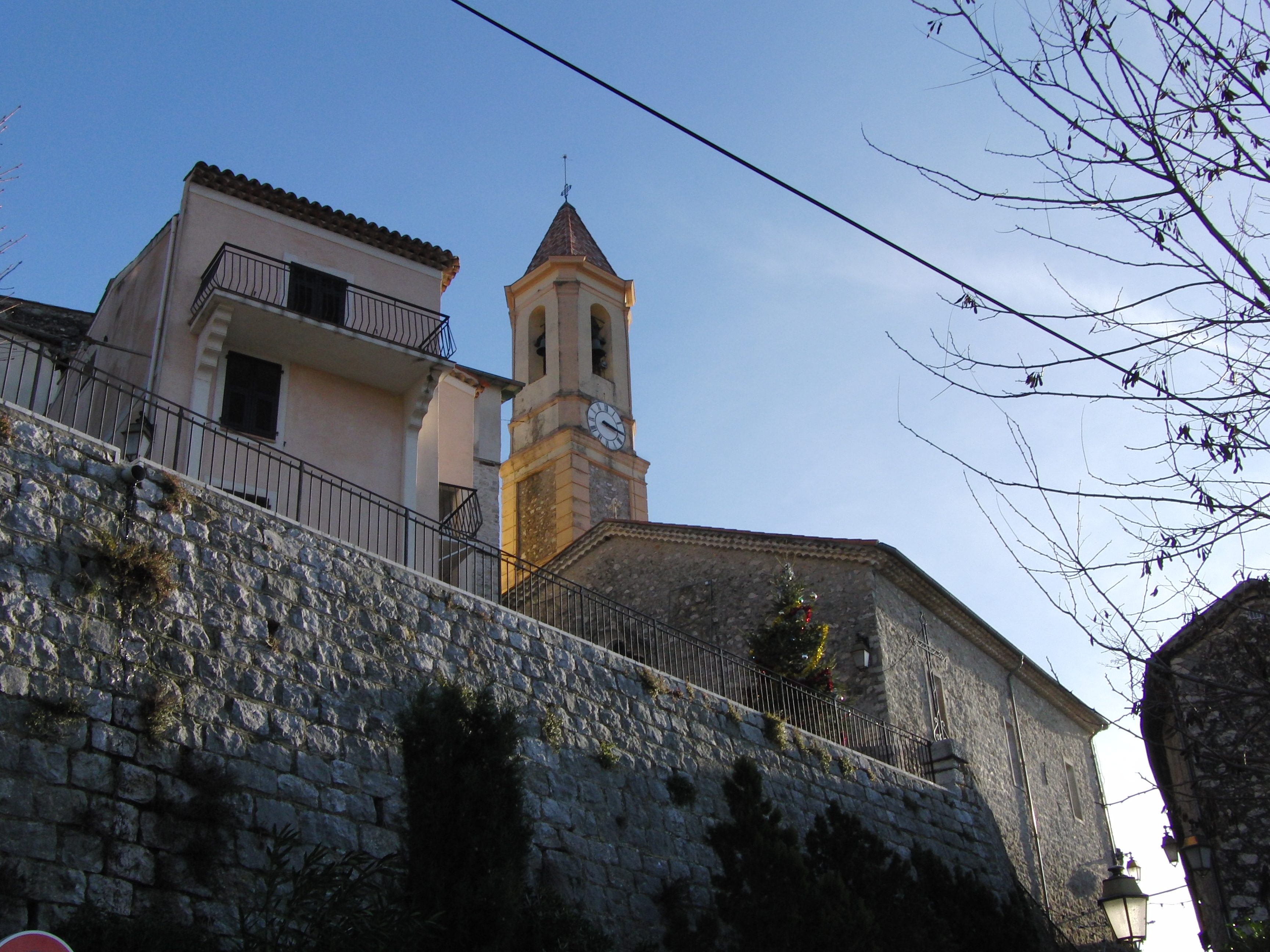
Церковь Сен-Жак-ле-Майор
- Капелла Сен-Клод
- Капелла Нотр-Дам-де-Салетт
- Форт Аспремон (ок. 1890 года).

- Церковь Сен-Жак-ле-Майор